# Platymantis hazelae
Platymantis hazelae är en groddjursart som först beskrevs av Taylor 1920.  Platymantis hazelae ingår i släktet Platymantis och familjen Ceratobatrachidae. IUCN kategoriserar arten globalt som starkt hotad. Inga underarter finns listade i Catalogue of Life.